# لیو شیشی
لیو شیشی (چینی: 刘诗诗; پین‌یین: Liú Shīshī; زادهٔ ۱۰ مارس ۱۹۸۷)، همچنین با نام سیسیلیا لیو (انگلیسی: Cecilia Liu) نیز شناخته می‌شود، بازیگر، خواننده و بالرین اهل چین است.